# Pouzolzia niveotomentosa
Pouzolzia niveotomentosa là loài thực vật có hoa trong họ Tầm ma. Loài này được W.T. Wang miêu tả khoa học đầu tiên năm 1981.